# Prise de Bône
Conquête de l'Algérie par la France
La prise de Bône (Annaba) est une bataille qui eut lieu en 1832 entre la France et le Beylik de Constantine dans la ville de Bône en Algérie pendant la conquête de l'Algérie par la France. 

## Déroulement
Le 27 mars 1832, le capitaine d'Armandy débarque sur la plage avec vingt-six marins de goélette de 6 canons La Béarnaise. Le capitaine Yusuf (Joseph Vantini) a quitté le bord à deux heures du matin pour mettre en place un dispositif qui doit permettre à cette petite troupe de pénétrer furtivement dans la citadelle. Avec l'aide d'un soldat de la garnison qu'il a su gagner à sa cause, une corde à nœuds est fixée à une embrasure de fenêtre, du côté Nord-Est de l'enceinte. 
D'Armandy et ses marins qui forment un total de trente-et-un hommes, entreprennent leur montée. Après une courte pause à la fontaine du Prisonnier, la troupe parvient sous les murs de la citadelle où Yusuf les attend. Immédiatement, les trente-et-un hommes, s'aidant de la corde à nœuds en place, grimpent et pénètrent dans la cour intérieure du fort où ils se rangent en bon ordre silencieusement. 
Lorsqu'ils sont tous rassemblés et bien alignés sur deux rangs, Yusuf alerte la garnison qui dort encore. Les soldats turcs, quatre fois plus nombreux, sont affolés en voyant ces occupants inattendus. Ils n'esquissent pas le moindre mouvement de défense ou de révolte. Yusuf profite de leur ahurissement pour s'imposer à eux leur parlant dans leur langue et leur commande de se mettre en rang, face aux marins de La Béarnaise. Il leur dit que désormais la kasbah est française, qu'on va y arborer le pavillon français et que la garnison passe, à compter de ce jour, à la solde de la France. 
L'enseigne de Cornulier-Lucinière, qui fait partie de la petite troupe, termine le récit qu'il fait des événements qui viennent d'être résumés, par ces lignes : « Nous nous rendîmes au balcon du pavillon au-dessus de l'unique porte de la casbah, le drapeau turc qui y flottait fut amené et remplacé par celui de la France. Ce changement fut salué d'un coup de canon à boulet. »
Le boulet de canon qui a salué le drapeau de la France tombe dans le camp des troupes de Ben-Aïssa pour faire comprendre à celui-ci que la situation vient de changer et qu'il doit renoncer à s'emparer de la casbah et de garder la ville. Il se retire vers Constantine. Cependant, avant de partir, il incendie la ville en grande partie et il fait razzier les troupeaux dans les plaines environnantes par sa cavalerie.

## Sources
- Achille Fillias, Histoire de la conquête et de la colonisation de l'Algérie, 1830-1860, Université d'Oxford, 1860